# Joseph Lishansky
Joseph Lishansky, judovski vohun * 1890, Kijev, Ruski imperij, † 16. december 1917, Damask.
Rodil se je leta 1886 v Rusiji in pri šestih letih emigriral z očetom v Palestino. Edina v družini sta preživela pogrom Judov leta 1881. K sebi ga je vzela teta iz Metule, Izrael. Med šolanjem se je naučil arabščine in postal mojster v jahanju. Hotel se je pridružiti vrstam organizacije Hashomer, a so ga zavrnili.  Med prvo svetovno vojno je osnoval neodvisno obrambno organizacijo, imenovano Hamaguen.
Ker ga je z Avshalomom Feinbergom družilo prijateljstvo, se je priključil vrstam Nilija, ki ga je vodil Aaron Aaronsohn. Med njim in Sarah Aaronsohn se je spletlo razmerje. Ko se je vrnil s potovanja v Egipt - Feinberg je bil na poti ubit -, so ga osmanske oblasti prijele kot pripadnika združbe Nili.
Septembra 1917 je eden od golobov pismonoš združbe Nili, ki je nosil sporočilo za Britance, pristal v domu turškega guvernerja v Cezareji. Tako so Otomani razkrinkali organizacijo. Drugega za drugim so razkrili in prijeli, nekateri so pod pritiskom mučenja izdali druge. Josepha Lishanskega so vrgli v ječo in ga 16. decembra 1917 obesili v Damasku. 
Lishansky je bil skupaj z Naamanom Belkindom tako rekoč prvi v nizu Olei Hagardom (עולי הגרדום, ''tisti, ki so viseli na vislicah''). Izraz označuje judovske borce, ki so jih mučili in naposled obesili. Skupno gre za trinajst olei hagardomov. Lishanskega in Belkinda običajno ni na seznamu Olei Hagardoma, čeprav se ju spominjajo na podoben način.